# Charles Martin (Politiker, 1863)

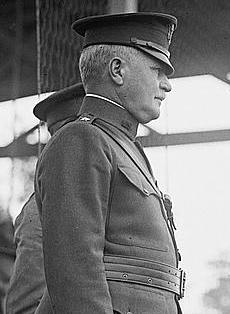
Charles Martin (1922)

Charles Henry Martin (* 1. Oktober 1863 im Edwards County, Illinois; † 26. September 1946 in Portland, Oregon) war ein US-amerikanischer Politiker und von 1935 bis 1939 der 21. Gouverneur von Oregon.

## Frühe Jahre und militärische Laufbahn
Charles Martin besuchte zwei Jahre lang das Ewing College in Illinois. Danach studierte er an der Militärakademie in West Point. Dort machte er im Jahr 1887 seinen erfolgreichen Abschluss. In den folgenden 40 Jahren absolvierte er eine Offizierslaufbahn in der US-Armee. Er war unter anderem im Spanisch-Amerikanischen Krieg von 1898, beim Boxeraufstand in China des Jahres 1900 und im Ersten Weltkrieg 1917–1918 eingesetzt. Während des Ersten Weltkriegs war er Divisionskommandeur innerhalb des V. Korps. Zwischen 1922 und 1924 war stellvertretender Stabschef des US-Heeres. Danach war er drei Jahre lang als Generalmajor Kommandeur der amerikanischen Truppen am Panamakanal. Am 1. Oktober 1927 schied er nach 40 Jahren aus dem aktiven Militärdienst aus. In dieser Zeit hat er zahlreiche militärische Auszeichnungen erhalten.

## Politische Laufbahn
Nach seiner militärischen Laufbahn ließ sich Martin in Portland nieder. Als Mitglied der Demokratischen Partei wurde er im Jahr 1930 in das US-Repräsentantenhaus in Washington gewählt. Dort verblieb er zwischen dem 4. März 1931 und dem 3. Januar 1935.
Im Jahr 1934 wurde er zum neuen Gouverneur von Oregon gewählt. Dieses Amt übte er zwischen dem 14. Januar 1935 und dem 9. Januar 1939 aus. In dieser Zeit entspannte sich die wirtschaftliche Situation nach der großen Wirtschaftskrise wieder. Der Gouverneur arbeitete an der Verbesserung der Infrastruktur. Der Bonville-Staudamm wurde gebaut und das Autobahnnetz erweitert. Obwohl Martin Demokrat war, war er ein Gegner von Präsident Franklin D. Roosevelt und dessen New-Deal-Politik, von der allerdings auch Oregon profitierte. Martin störte unter anderem, dass die Bundesregierung entlang des Columbia River tätig wurde. Auch auf anderen Gebieten gab es Konflikte zwischen Martin und der Bundesregierung. Das führte zu Schwierigkeiten innerhalb der Demokratischen Partei. Nach einem harten Vorwahlkampf um die Nominierung für die Gouverneurswahlen des Jahres 1938 konnte sich Martin nicht mehr durchsetzen. Daher musste er im Januar 1939 sein Amt aufgeben.
Nach seiner Niederlage zog sich Martin ins Privatleben zurück. Er lebte noch bis 1946 in Portland. Dort ist er im September 1946 verstorben. Charles Martin war mit Louise J. Hughes verheiratet, mit der er vier Kinder hatte.